# انکر پوینت، آلاسکا
انکر پوینت (به انگلیسی: Anchor Point) شهری در بخش شبه‌جزیره کنای ایالت آلاسکا است که جمعیت آن در سرشماری سال ۲۰۰۰ میلادی ۱۸۴۵ نفر بوده‌است.